# Anatolij Kwoczur
Anatolij Nikołajewicz Kwoczur (ros. Анатолий Николаевич Квочур; ur. 16 kwietnia 1952 w Mazuriwce, zm. 15 kwietnia 2024 w Żukowskim) – rosyjski pilot doświadczalny, emerytowany pułkownik lotnictwa rosyjskiego, odznaczony tytułem Bohatera Federacji Rosyjskiej.

## Życiorys

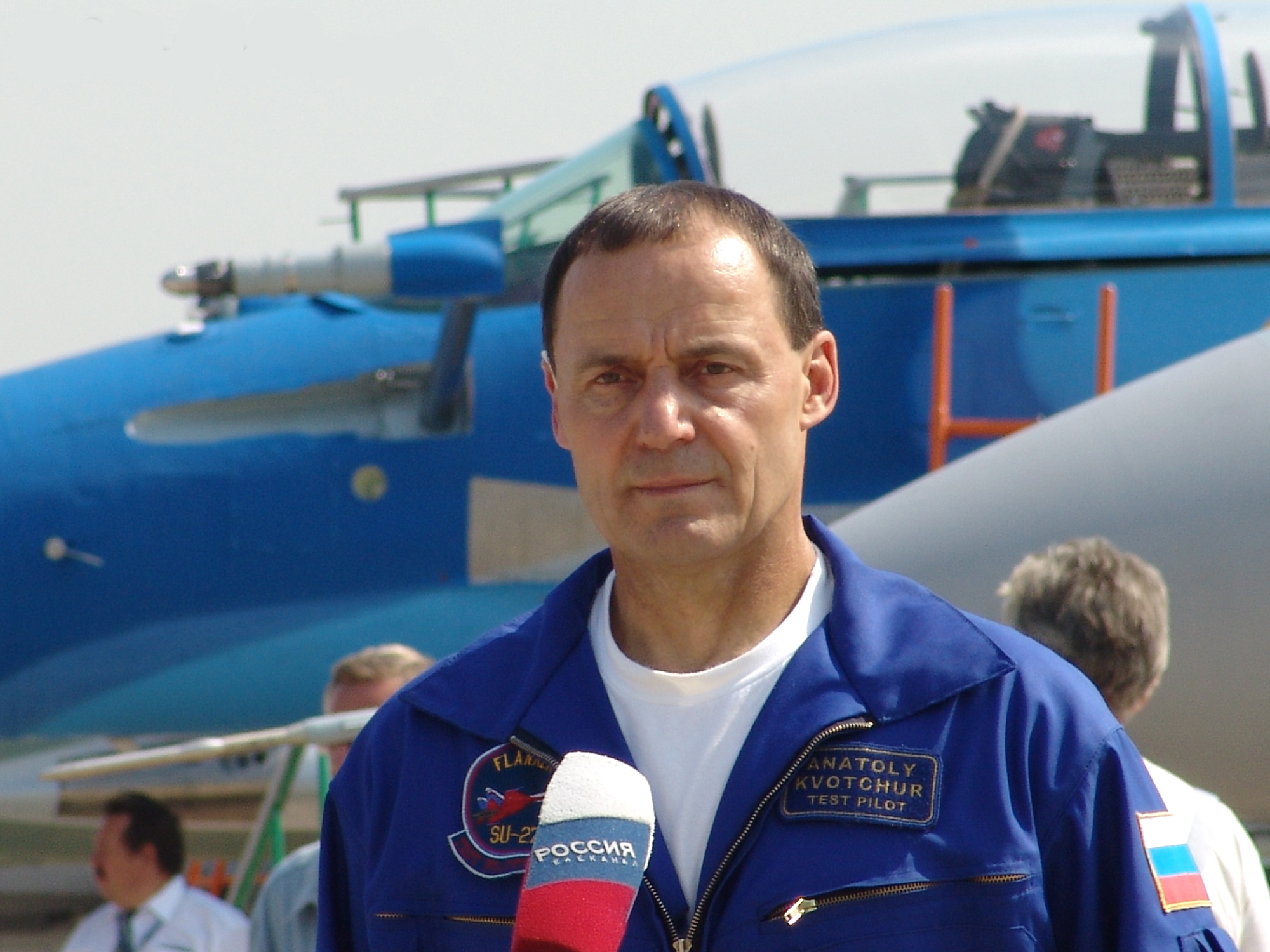
Anatolij Kwoczur podczas pokazów MAKS 2007

Pochodził z mieszanej rodziny, jego mama była Rosjanką, a ojciec Ukraińcem. Wychował się Bereziwce, gdzie ukończył radziecką szkołę dziesięcioklasową i we wrześniu 1969 rozpoczął służbę wojskową. Otrzymał przydział do lotnictwa. W 1973 ukończył studia Wyższej Wojskowej Szkole Lotniczej im. W. M. Komarowa w Jejsku i został przydzielony do odbycia służby wojskowej w Grupie Wojsk Radzieckich w Niemczech. Dał się poznać jako wyróżniający pilot, w 1977 zakończył służbę w stopniu majora i został skierowany do Szkoły Pilotów Doświadczalnych im. A.W. Fiedotowa w Żukowskim. Po jej ukończeniu w 1978 rozpoczął pracę jako pilot doświadczalny w zakładach lotniczych w Komsomolsku.
W 1981 został przeniesiony do OKB Mikojana, gdzie brał udział w testach naddźwiękowych samolotów bojowych MiG-29 (m.in. w wersjach MiG-29M i MiG-29K) oraz MiG-31. Pracował również przy testach rakiet R-73 oraz Ch-31. Wykonywał pierwsze wielogodzinne loty samolotem MiG-31 z tankowaniem w powietrzu i symulacją misji bojowej. 8 czerwca 1989 podczas Międzynarodowego Salonu Lotniczego w Le Bourget prezentował możliwości MiG-29. Podczas przelotu na niskiej wysokości do prawego silnika wpadł ptak, co spowodowało jego uszkodzenie. Pilot zdołał katapultować się z maszyny na 2,5 sekundy przed jej upadkiem na ziemię. Wydarzenie to zbudowało legendę fotela katapultowego K-36.
W 1988 podczas pokazów na lotnisku Farnborough po raz pierwszy na świecie zaprezentował nową figurę akrobacji lotniczej dzwon. W 1990 przeprowadził próby myśliwca pokładowego MiG-29K, które obejmowały pierwsze w ZSRR lądowanie i pierwszy start z pokładu lotniskowca „Admirał Kuzniecow” w nocy na tego typu samolotach. Również w tym samym roku po raz drugi w swej lotniczej karierze wykonał katapultowanie z samolotu MiG-29UB po starcie z lotniska Saki na Krymie. W 1991 rozpoczął pracę w Instytucie Badań nad Lotami im. M.M. Gromowa, w 1995 objął w nim stanowisko zastępcy szefa ds. obronnych.
W marcu 1995 wykonał na Su-27 przelot do Australii i z powrotem. W trakcie lotu wykonał dwa lądowania pośrednie i trzy tankowania w locie. W lipcu i wrześniu 1999 wykonał przelot nad biegunem północnym po starcie z lotniska w Ramienskoje, który trwał 11 godzin i 35 minut. W trakcie tego lotu wykonał pięć tankowań w powietrzu z Ił-78 nad Oceanem Arktycznym. W 2005 ustanowił 11 rekordów świata na samolocie Su-27. W 2003 odszedł z Instytutu Gromowa do Biura konstrukcyjnego Suchoja na stanowisko pilota doświadczalnego. Poza lotami testowymi wykonywał również loty demonstracyjne poza granicami Rosji. Równolegle, od 2005, pracował w zakładach MiG jako pilot testowy, a w Instytucie Gromowa pełnił funkcję pierwszego zastępcy szefa.

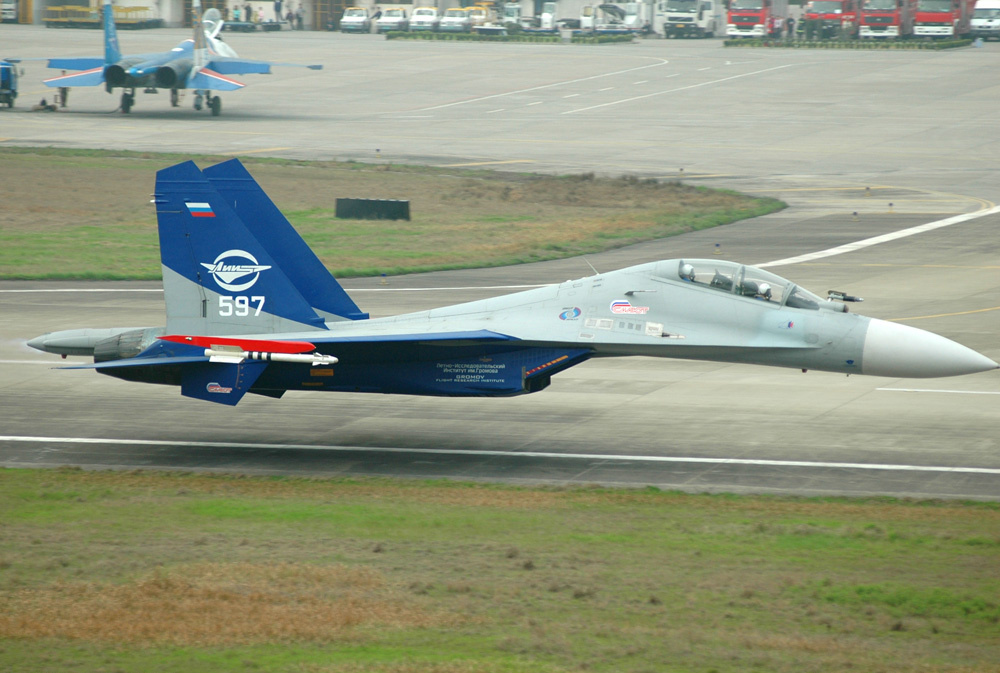
Przelot na niskiej wysokości na Su-30 w wykonaniu Anatolija Kwoczura w Chinach w 2006

W 2006, w załodze z Siergiejem Kostiewem, wykonał lot bez międzylądowania na Su-30 na trasie Moskwa – wyspa Czkałowa – Moskwa, powtarzając legendarny lot Walerija Czkalowa z 1936. Trasa lotu wyniosła ponad 12 500 kilometrów, a czas trwania ok. 15 godzin. W jego trakcie wykonał cztery tankowania w locie.
W 2011, kiedy minister obrony Anatolij Sierdiukow zaproponował pozbycie się samolotów MiG-31, Kwoczur rozpoczął działania mające na celu pozostawienie ich w służbie. Stawił się na przesłuchania w Dumie Państwowej, gdzie udowadniał zdolność tej maszyny na szybkie dotarcie w rejon walk oraz zdolność rażenia za pomocą przenoszonej broni satelitów na niskiej orbicie. W 2015 został członkiem Izby Społecznej Obwodu Moskiewskiego.
W wieku 65 lat przeszedł na emeryturę. W trakcie swej kariery pilota latał na 90 typach i wersjach samolotów, jego łączny nalot wyniósł ok. 4800 godzin (z czego ponad 3 tys. godzin to loty testowe). Zmarł w nocy 15 kwietnia 2024 po długiej chorobie. Został pochowany 17 kwietnia na Federalnym Cmentarzu Wojskowym.

## Ordery i odznaczenia
Za swą pracę otrzymał odznaczenia:
- Bohater Federacji Rosyjskiej (1992),
- Order Czerwonego Sztandaru Pracy (1988),
- Medal Orderu „Za zasługi dla Ojczyzny” II klasy (1998),
- Zasłużony Pilot Doświadczalny ZSRR (1990).

## Życie prywatne
Żonaty z Olgą, z którą miał syna Nikołaja.